# Assié-Koumassi
Assié-Koumassi  è una città e sottoprefettura della Costa d'Avorio appartenente al dipartimento di Bongouanou. Conta una popolazione di 15 542 abitanti (censimento 2014).